# Chiromantis nauli
Espèce
Chiromantis nauli est une espèce d'amphibiens de la famille des Rhacophoridae.

## Répartition
Cette espèce est endémique du Sumatra en Indonésie.

## Publication originale
- Riyanto & Kurniati, 2014 : Three new species of Chiromantis Peters 1854 (Anura: Rhacophoridae). Russian Journal of Herpetology, vol. 21, no 1, p. 65–73.